# Bendik

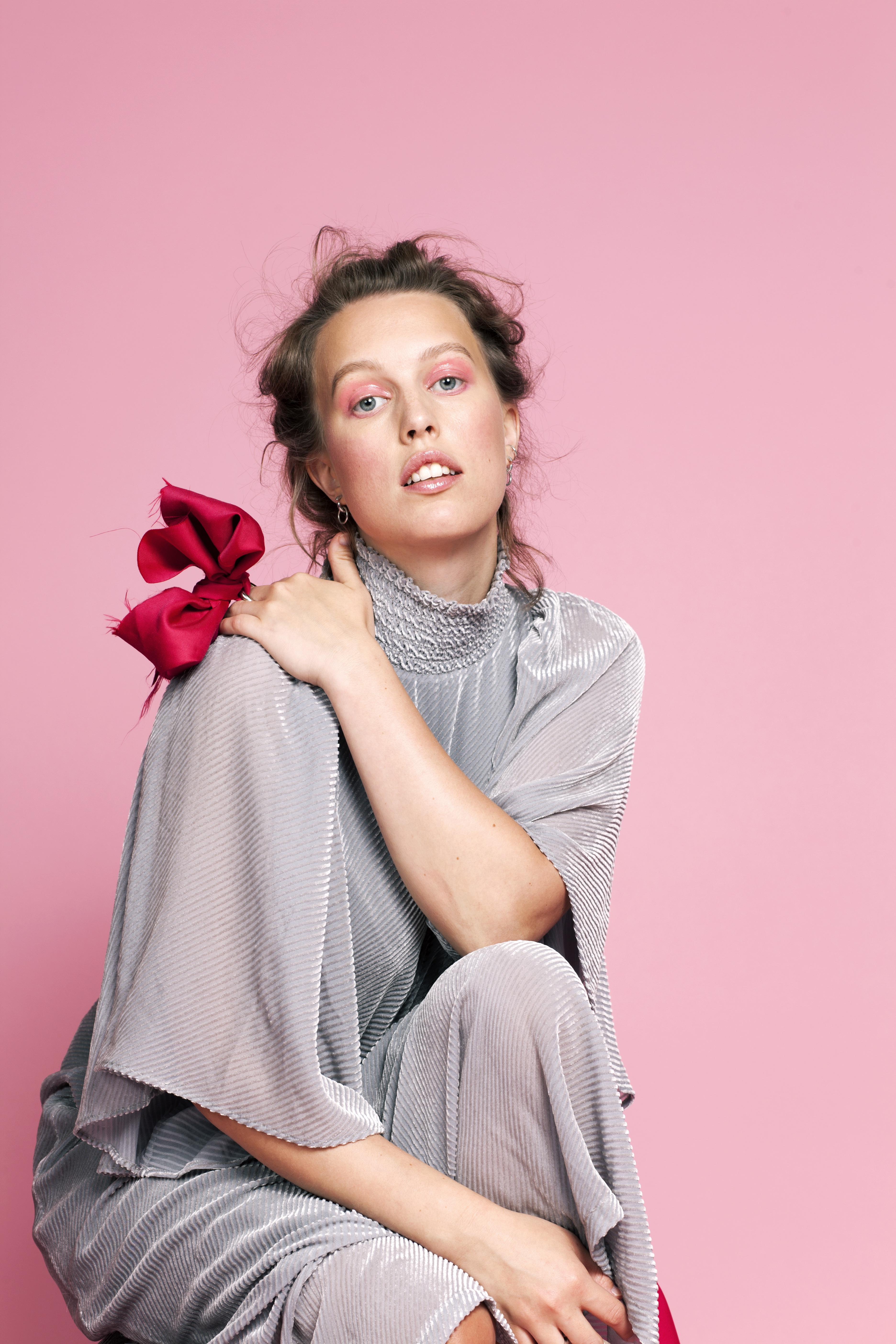
Bendik, 2019

Silje Halstensen (* 4. Mai 1990 in Bergen) ist eine norwegische Sängerin und Songwriterin. Sie tritt mit dem männlichen Künstlernamen Bendik auf.

## Leben
Halstensen stammt aus der westnorwegischen Stadt Bergen, wo ihr Vater Atle Halstensen als Musiker arbeitete. Im Alter von acht Jahren zog sie mit ihrer Mutter in die nordnorwegische Stadt Bodø, wo sie im Alter von etwa 15 Jahren Musik zu machen begann. Von 2006 bis 2009 besuchte sie den Musikzweig der weiterführenden Schule in Bodø. In Trondheim studierte Halstensen von 2009 bis 2012 Musiktechnologie an der Technisch-Naturwissenschaftlichen Universität Norwegens (NTNU). Anschließend zog sie nach Oslo. Halstensen singt im Bergener Lokaldialekt, gab aber in einem Interview 2018 an, sich der Stadt Bodø stärker verbunden zu fühlen.
Im Jahr 2008 begann sie unter dem Künstlernamen Bendik, einem nordischen Männernamen, ihre Solokarriere. Sie gab später an, den Namen gewählt zu haben, da es mit einem weiblichen Namen schwerer gewesen sei, ernst genommen zu werden. Im Jahr 2011 war sie Teil des Newcomer-Wettbewerbs NRK Urørt. Mit Drømmen gjør meg ingenting gab sie im Jahr 2012 ihr Debütalbum heraus. Für No går det over, ihr 2014 erschienenes zweites Album, erhielt sie in der Kategorie „Indie“ eine Nominierung beim norwegischen Musikpreis Spellemannprisen.
Im Januar 2016 trat sie bei der Verleihung des Spellemannprisen auf. Im selben Jahr gab sie ihr drittes Album Fortid heraus und wurde hauptberufliche Musikerin. 2019 und 2020 gab sie mit Det går bra und Sove zwei weitere Alben heraus. Im Jahr 2022 veröffentlichte Halstensen das Album Her hos deg.

## Stil
Bendiks Musik wird als dunkler Elektropop beschrieben. Ihr Album Fortid mit Liedern über Enttäuschungen und Ängsten wurde in einer Rezension in der Dagsavisen als textlich mutig bezeichnet.

## Auszeichnungen
Spellemannprisen
- 2014: Nominierung in der Kategorie „Indie“ für No går det over
- 2016: Nominierung in der Kategorie „Popsolist“ für Fortid
- 2019: Nominierung in der Kategorie „Popartist“ für Det går bra

P3 Gull
- 2015: Nominierung in der Kategorie „Liveartists des Jahres“[9]

weitere
- 2016: Nominierung Bendiksenprisen[10]
- 2021: Nominierung Bendiksenprisen[11]

## Diskografie

### Alben
- 2012: Drømmen gjør meg ingenting
- 2014: No går det over
- 2016: Fortid
- 2019: Det går bra
- 2020: Sove
- 2022: Her hos deg

### Singles
- 2011: Stille
- 2012: Og at den som miste drømmene skulle bli meg
- 2012: Forsvinne
- 2013: Jeg tror det blir bra igjen
- 2014: Hjertebank og kulde
- 2014: Slippe
- 2015: Siste gang
- 2015: Knust glass
- 2016: Kriger
- 2016: Fortid
- 2018: Perfekt
- 2018: Tro meg
- 2019: Bror
- 2020: For seint